# Leptotyphlops tanae
Leptotyphlops tanae este o specie de șerpi din genul Leptotyphlops, familia Leptotyphlopidae, descrisă de Donald G. Broadley și Van Stanley Bartholomew Wallach în anul 2007. Conform Catalogue of Life specia Leptotyphlops tanae nu are subspecii cunoscute.